# Fagonia cretica
Fagonia cretica là một loài thực vật có hoa trong họ Zygophyllaceae. Loài này được L. miêu tả khoa học đầu tiên năm 1753.